# Atletica leggera ai XII Giochi panafricani - 400 metri piani maschili
La specialità dei 400 metri piani maschili ai XII Giochi panafricani si è svolta il 26, 27 e 28 agosto 2019 allo Stadio Moulay Abdallah di Rabat, in Marocco.
La competizione è stata vinta dallo botswano Leungo Scotch, che ha preceduto il sudafricano Thapelo Phora (argento) e il nigeriano Chidi Okezie.

## Podio
| Oro     | Leungo Scotch Botswana  |
| Argento | Thapelo Phora Sudafrica |
| Bronzo  | Chidi Okezie Nigeria    |

## Risultati

### Batterie
Qualificazione: i primi 3 di ogni batteria (Q) e i 6 migliori tempi degli esclusi (q) si qualificano in semifinale.
| Class | Gruppo | Nome                      | Nazione             | Tempo | Note |
| ----- | ------ | ------------------------- | ------------------- | ----- | ---- |
| 1     | 4      | Derrick Mokaleng          | Sudafrica           | 46.41 | Q    |
| 2     | 1      | Ditiro Nzamani            | Botswana            | 46.42 | Q    |
| 3     | 1      | Alphas Kishoyian          | Kenya               | 46.46 | Q    |
| 4     | 4      | Ifeanyi Emmanuel Ojeli    | Nigeria             | 46.48 | Q    |
| 5     | 3      | Chidi Okezie              | Nigeria             | 46.65 | Q    |
| 6     | 5      | Thapelo Phora             | Sudafrica           | 46.83 | Q    |
| 7     | 3      | Gilles Anthony Afoumba    | Rep. del Congo      | 46.87 | Q    |
| 8     | 1      | Erayokan Orukpe           | Nigeria             | 46.94 | Q    |
| 9     | 4      | Va-Sheku Sheriff          | Sierra Leone        | 46.98 | Q    |
| 10    | 4      | Leonard Opiny             | Uganda              | 47.05 | q    |
| 11    | 5      | Kennedy Luchembe          | Zambia              | 47.07 | Q    |
| 12    | 1      | Gardeo Isaacs             | Sudafrica           | 47.15 | q    |
| 13    | 2      | Leungo Scotch             | Botswana            | 47.32 | Q    |
| 14    | 3      | Cheikh Tidiane Diouf      | Senegal             | 47.39 | Q    |
| 15    | 6      | Joseph Poghisio Loshangar | Kenya               | 47.41 | Q    |
| 16    | 4      | Isaac Makwala             | Botswana            | 47.48 | q    |
| 17    | 3      | Modou Lamin Bah           | Gambia              | 47.51 | q    |
| 18    | 3      | Andile Lusenga            | eSwatini            | 47.53 | q    |
| 19    | 5      | Sadam Koumi               | Sudan               | 47.58 | Q    |
| 20    | 3      | Gideon Ernst Narib        | Namibia             | 47.68 | q    |
| 21    | 6      | Said El Guebbaz           | Marocco             | 47.72 | Q    |
| 22    | 4      | Leon Tafirenyika          | Zimbabwe            | 47.73 |      |
| 23    | 5      | Alexander Bock            | Namibia             | 47.78 |      |
| 24    | 2      | Haron Adoli               | Uganda              | 47.87 | Q    |
| 25    | 1      | Djakaridia Bamba          | Mali                | 47.98 |      |
| 26    | 3      | Nsangou Tetndap           | Camerun             | 48.06 |      |
| 27    | 2      | Frederick Mendy           | Senegal             | 48.23 | Q    |
| 28    | 5      | Dickson Kapandura         | Zimbabwe            | 48.42 |      |
| 29    | 5      | Moussa Zaroumey           | Niger               | 48.46 |      |
| 30    | 6      | Jeremy Cotte              | Mauritius           | 48.46 | Q    |
| 31    | 1      | Abduraman Abdo            | Etiopia             | 48.60 |      |
| 32    | 2      | Golden Gunde              | Malawi              | 48.67 |      |
| 33    | 6      | Efrem Mekonnen            | Etiopia             | 48.67 |      |
| 34    | 4      | Raymond Kibet             | Kenya               | 48.86 |      |
| 35    | 4      | Ali Khamis Gulam          | Tanzania            | 48.96 |      |
| 36    | 6      | Stefano Bibi              | Seychelles          | 49.04 |      |
| 37    | 1      | Rodwell Ndlovu            | Zimbabwe            | 49.05 |      |
| 38    | 2      | Bachir Mahamat            | Ciad                | 49.14 |      |
| 39    | 2      | Mustefa Edeo              | Etiopia             | 49.21 |      |
| 40    | 1      | Akoon Akoon               | Sudan del Sud       | 49.77 |      |
| 41    | 6      | Esmaiel Freitas           | São Tomé e Príncipe | 50.33 |      |
| 42    | 2      | Alford Conteh             | Sierra Leone        | 50.35 |      |
| 43    | 6      | Benjamini Michael Kulwa   | Tanzania            | 50.85 |      |
| dns   | 5      | Younes Chattoui           | Marocco             | dns   |      |

### Semifinali
Qualificazione: i primi 2 di ogni batteria (Q) e i 2 migliori tempi degli esclusi (q) si qualificano in finale.
| Class | Gruppo | Nome                      | Nazione        | Tempo | Note |
| ----- | ------ | ------------------------- | -------------- | ----- | ---- |
| 1     | 1      | Leungo Scotch             | Botswana       | 45.52 | Q    |
| 2     | 3      | Thapelo Phora             | Sudafrica      | 45.67 | Q    |
| 3     | 3      | Chidi Okezie              | Nigeria        | 46.20 | Q    |
| 4     | 1      | Ifeanyi Emmanuel Ojeli    | Nigeria        | 46.21 | Q    |
| 5     | 3      | Gilles Anthony Afoumba    | Rep. del Congo | 46.22 | q    |
| 6     | 2      | Ditiro Nzamani            | Botswana       | 46.23 | Q    |
| 7     | 1      | Gardeo Isaacs             | Sudafrica      | 46.52 | q    |
| 8     | 3      | Isaac Makwala             | Botswana       | 46.55 |      |
| 9     | 2      | Alphas Kishoyian          | Kenya          | 46.61 | Q    |
| 10    | 3      | Sadam Koumi               | Sudan          | 46.63 |      |
| 11    | 1      | Va-Sheku Sheriff          | Sierra Leone   | 46.66 |      |
| 12    | 2      | Derrick Mokaleng          | Sudafrica      | 46.67 |      |
| 13    | 1      | Joseph Poghisio Loshangar | Kenya          | 46.69 |      |
| 14    | 1      | Andile Lusenga            | eSwatini       | 46.78 |      |
| 15    | 3      | Cheikh Tidiane Diouf      | Senegal        | 46.85 |      |
| 16    | 3      | Kennedy Luchembe          | Zambia         | 46.98 |      |
| 17    | 3      | Modou Lamin Bah           | Gambia         | 47.09 |      |
| 18    | 1      | Frederick Mendy           | Senegal        | 47.41 |      |
| 19    | 2      | Leonard Opiny             | Uganda         | 47.56 |      |
| 20    | 1      | Said El Guebbaz           | Marocco        | 47.78 |      |
| 21    | 2      | Haron Adoli               | Uganda         | 48.01 |      |
| dnf   | 2      | Gideon Ernst Narib        | Namibia        | dnf   |      |
| dq    | 2      | Jeremy Cotte              | Mauritius      | dq    |      |
| dns   | 2      | Erayokan Orukpe           | Nigeria        | dns   |      |

### Finale
| Class   | Corsia | Nome                   | Nazione        | Tempo | Note |
| ------- | ------ | ---------------------- | -------------- | ----- | ---- |
| Oro     | 5      | Leungo Scotch          | Botswana       | 45.27 |      |
| Argento | 3      | Thapelo Phora          | Sudafrica      | 45.59 |      |
| Bronzo  | 4      | Chidi Okezie           | Nigeria        | 45.61 |      |
| 4       | 2      | Gilles Anthony Afoumba | Rep. del Congo | 45.96 |      |
| 5       | 7      | Alphas Kishoyian       | Kenya          | 45.97 |      |
| 6       | 8      | Ifeanyi Emmanuel Ojeli | Nigeria        | 46.05 |      |
| 7       | 6      | Ditiro Nzamani         | Botswana       | 46.15 |      |
| 8       | 1      | Gardeo Isaacs          | Sudafrica      | 46.79 |      |